# Claude Houde
Pour les articles homonymes, voir Houde.
Claude Houde (né le 8 novembre 1947 à Drummondville au Québec, Canada) est un joueur de hockey professionnel de la Ligue nationale de hockey (LNH). Il joue deux saisons avec les Scouts de Kansas City.

## Biographie

### Hockey junior et senior
Claude Houde évolue durant deux saisons avec les Indiens d'Arvida, une équipe présente dans la région du Saguenay-Lac-Saint-Jean et évoluant dans la Ligue de hockey junior Saint-Laurent. Durant la saison 1966-1967 et la suivante, Houde évolue avec les Alouettes de Saint-Jérôme dans la Ligue de hockey junior Montréal Métropolitaine. En 1968-1969, Claude Houde se joint à l'équipe des Vics de Granby dans la Ligue provinciale junior du Québec. Durant cette campagne, il produit 15 buts et 45 points en 51 parties. Il s'agira de sa meilleure saison dans toute sa carrière. Il demeure à Granby pour la saison 1969-1970 avec maintenant les Bisons de Granby de la Ligue de hockey sénior du Québec.

### Hockey professionnel
En mai 1966, Houde est acquis par les Barons de Cleveland  de la Ligue américaine de hockey. Il ne jouera aucun matchs avec cette équipe. En août 1970, les As de Québec acquiert Houde qui appartenait aux Canadiens de Montréal. Encore une fois, aucune partie avec cette équipe. 
Durant la saison 1970-71, il fait ses premiers coups de patins avec une équipe professionnelle avec les Blazers de Syracuse dans l'Eastern Hockey League. Dans sa seule campagne avec cette équipe, il connait sa meilleure saison professionnelle avec une récolte de 15 buts et 35 points.  Durant les deux saisons suivantes, il évolue dans Ligue américaine de hockey avec les Reds de Providence. Pendant la saison 1972-73, Houde ira aussi jouer dans Ligue internationale de hockey avec l'équipe des Hornets de Toledo pendant 22 parties. 
Le 1er juin 1973 il est sélectionné par les Cougars de Chicago de l'Association mondiale de hockey au repêchage des joueurs professionnel. Il n'évoluera jamais pour une équipe de cette ligue. Appartenant aux Rangers de New York, Houde évolue durant la saison 1973-1974 avec les Clippers de Baltimore dans la LAH. Le 28 février 1974, ses droits sont échangés aux Red Wings de Détroit en retour de Brian Lavender. Il évolue avec une équipe affiliée aux Red Wings, les Wings de la Virginie.
La saison 1974-1975 est déterminante pour Claude Houde. Il commence la saison toujours avec les Wings de la Virginie. L'année suivante, les Scouts de Kansas City retourne Houde avec les Indians de Springfield durant 29 parties. 
Après son passage dans la LNH, Houde décide de revenir au Québec et il décide d'aller jouer en Beauce avec les Jaros de la Beauce de la North American Hockey League pour la saison 1976-1977. Il ne vient pas seul car son coéquipier avec les Scouts, Norm Dubé, l'accompagne et se joint à cette équipe. Durant ce passage, il produit 6 buts et 22 points. Malheureusement l'équipe est dissoute après 30 parties. 

#### Ligue nationale de hockey
Le 14 décembre 1974, la carrière de Houde prend un nouvel envol car il est échangé par les Red Wings à l'équipe d'expansion des Scouts de Kansas City en compagnie de Guy Charron contre Bart Crashley, Ted Snell et Larry Giroux. Immédiatement, il se dirige avec sa nouvelle équipe pour faire ses débuts dans la LNH. Durant son séjour de 34 parties, il réussit 3 buts et 7 points. La saison suivante, Houde évolue toujours avec Kansas City durant 25 parties où il produit 2 points. Ce sont ces derniers moments dans la LNH.
Après la fin des Jaros de la Beauce, Houde prend sa retraite du hockey professionnel.

## Hommages
Le 11 novembre 2007, Claude Houde évolua avec l’équipe des Anciens de Drummondville contre les anciens Rangers de Drummondville. Ce match fut joué à l'Olympia Yvan Cournoyer.